# Minbu
Minbu är en stad i Myanmar. Den ligger i Magwayregionen, i den centrala delen av landet, 140 km väster om huvudstaden Naypyidaw. Minbu ligger 49 meter över havet och folkmängden uppgår till cirka 40 000 invånare.

## Geografi
Terrängen runt Minbu är platt. Runt Minbu är det ganska tätbefolkat, med 214 invånare per kvadratkilometer. Närmaste större samhälle är Magway, cirka 7 km sydost om Minbu.

## Klimat
Tropiskt monsunklimat råder i trakten. Årsmedeltemperaturen i trakten är 26 °C. Den varmaste månaden är april, då medeltemperaturen är 34 °C, och den kallaste är januari, med 24 °C. Genomsnittlig årsnederbörd är 1 267 millimeter. Den regnigaste månaden är juli, med i genomsnitt 341 mm nederbörd, och den torraste är januari, med 1 mm nederbörd.